# 정명제 (희극인)
정명제(鄭明濟, 본명은 정명재(鄭明齋), 1958년 4월 3일 ~ )는 대한민국의 희극 배우이다.

## 생애
1979년 TBC 동양방송 특채 코미디언으로 첫 데뷔하였다.

## 출연작

### 영화
- 1991년 우주의 용사 반달가면 - 한 박사
- 1991년 그림 도사와 홍길동 - 그림 도사
- 1991년 위기의 용사 반달가면 - 한 박사
- 1992년 우주경찰 휴먼파워